# Sanyo

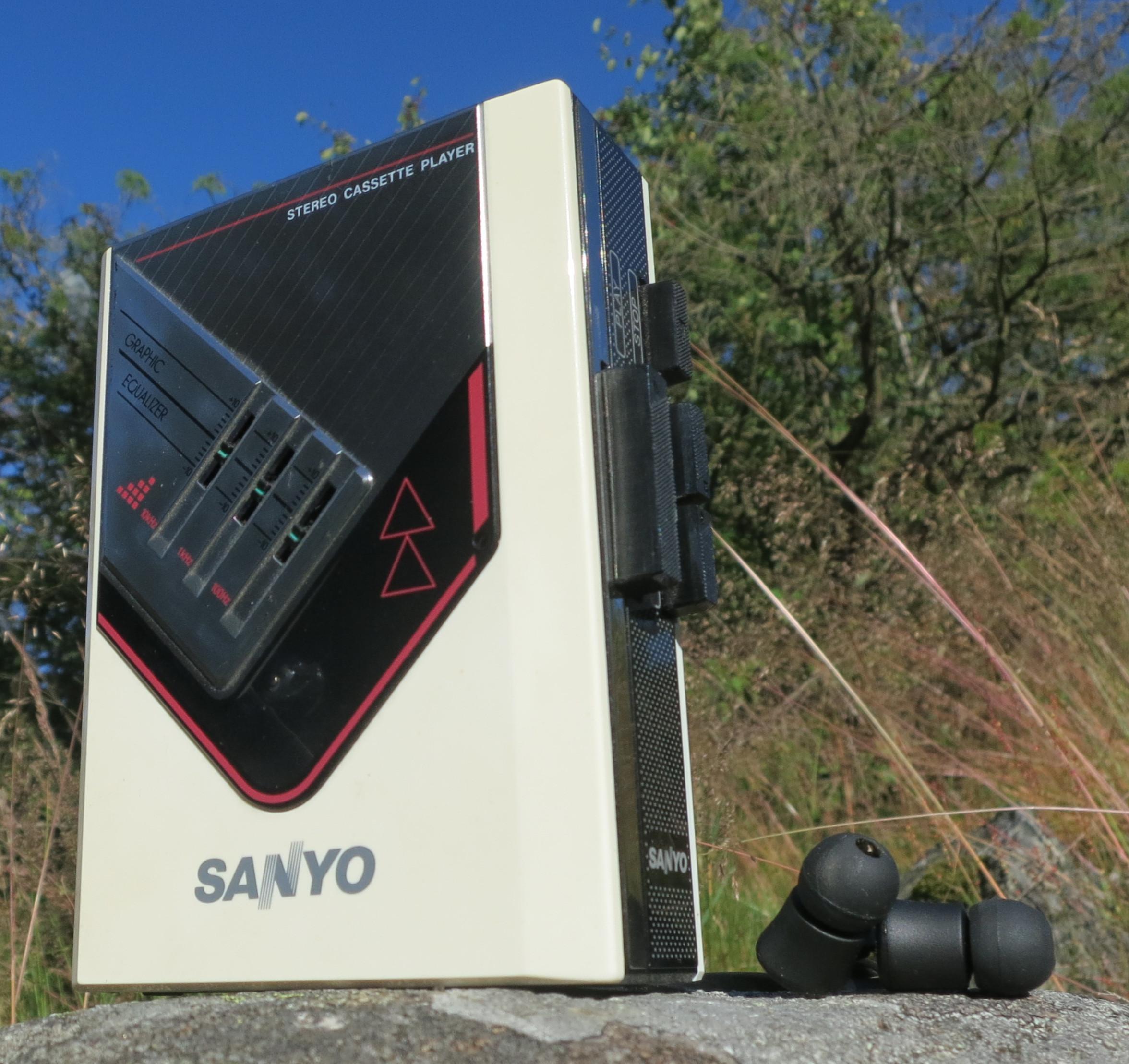
Sanyos freestyle MGP-27 från slutet av 1980-talet.

Sanyo (三洋電機 San'yō Denki) var ett japanskt företag som tillverkar elektronikprodukter. Sanyo äger sedan 1970-talet Fisher (audioprodukter) som skapades 1937. Företaget skapades 1947 av Toshio Iue (井植 歳男 Iue Toshio, 1902–1969), en före detta anställd i elektronikföretaget Matsushita. Är sedan 3 november 2008 en del av Panasonic Corporation.